# Kosmos 112
Kosmos 112 (ros. Космос 112) – radziecki satelita rozpoznawczy; 36. statek serii Zenit-2 programu Zenit (31. na orbicie), którego konstrukcję oparto na załogowych kapsułach Wostok.